# Urania Propitia

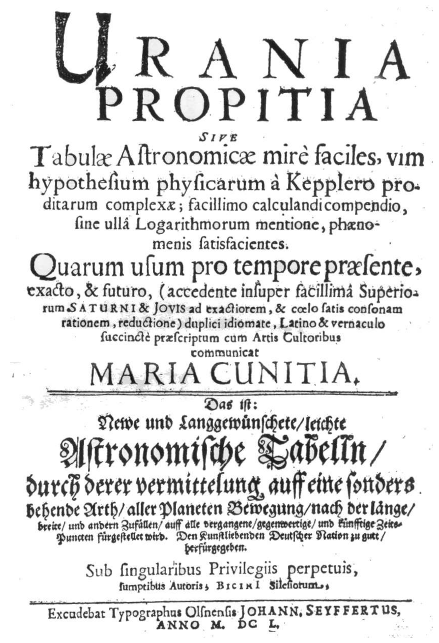
Титульна сторінка «Urania Propitia» Марії Куніц (1650)

Urania Propitia (дослівно «добра Уранія») — книга астрономічних таблиць, написана Марією Куніц й опублікована в 1650 році. «Urania Propitia» була складена на основі Рудольфових таблиць Кеплера 1627 року, однак мала вищу точність та оригінальну простішу методологію розрахунків, винайдену самою Куніц.
Таблиці суттєво вплинули на становлення німецької наукової мови та стали популярним засобом для астрологічних розрахунків. Зараз «Urania Propitia» залишається найдавнішою вцілілою астрономічною науковою працею, написаною жінкою.

## Зміст
«Urania Propitia» була спрощеною версією Рудольфових таблиць, укладених Йоганном Кеплером у 1627 році і сповнених складних логарифмів. Куніц знайшла багато помилок у Рудольфінових таблицях. В «Urania Propitia» Куніц вилучила логарифми з роботи Кеплера, що підвищило точність і спростило обчислення. Куніц пропустила у своїх рівняннях деякі коефіцієнти, що призвело до неточностей у її роботі. Усі тогочасні астрономічні таблиці містили обчислювальні помилки, тому, попри ці помилки, «Urania Propitia» вважають точнішою за роботу Кеплера.
«Urania Propitia» була видана латинською та німецькою мовами. Вважають, що це німецькомовне видання значно сприяло становленню німецької як мови науки. «Urania Propitia» також допомогла поширити астрологічні таблиці за межі університетів.
Книга поділена на три частини.

### Частина 1: Таблиці для сферичної астрономії
Перша частина є математичною відправною точкою. До неї входять шістдесяткові синуси, розв'язання малих прямокутних трикутників у мінутах і секундах, а також таблиці для сферичної астрономії для градусів екліптики: схилення, прямого піднесення, нахиленого піднесення для широт від 0 градусів до 72 градусів з інтервалом у 2 градуси.

### Частина 2: Таблиці середніх рухів
Саме в другій частині висвітлено суть спрощення Марії Куніц. Використовуючи геометрію та сферичну астрономію з першої частини, Куніц розглядає обертальні рухи планет і супутників за допомогою різних математичних формул. Одна з формул з Рудольфових таблиць, рівняння Кеплера, має вигляд
{\displaystyle M=E-e\sin E}
де e, M і E позначають ексцентриситет орбіти, середню аномалію та ексцентричну аномалію. У загальному випадку це рівняння не можна точно розв'язати з E. Однак, як зазначає книга, можна знайти «E від M з будь-яким ступенем точності шляхом ітерації чи інтерполяції». Головним досягненням Куніц була здатність обчислювати {\displaystyle \upsilon } (істинну аномалію) від M без необхідності використовувати «E як коефіцієнт інтерполяції». Таким чином, Куніц змогла спростити Рудольфові таблиці та розрахувати положення планети на її орбіті як функцію часу.

### Частина 3: Таблиці для обчислення затемнень
Ці таблиці призначені для розрахунку як розташування затемнень, так і часу затемнень. Ця частина включає паралакси Місяця й Сонця на різних довготах, широтах, висотах тощо, а також каталог нерухомих зір.

## Космологія
Космологія Куніц поєднує елементи систем Тихо Браге та Йоганна Кеплера. Базова структура її моделі схожа на гео-геліоцентричну систему Тихо, в якій Сонце та Місяць обертаються навколо Землі, а решта планет обертаються навколо Сонця. Однак ці рухи відбуваються за еліптичними кеплерівськими орбітами.

## Історичне значення
Окрім переваг, отриманих від спрощення Рудольфових таблиць, наукова праця, написана жінкою в XVII столітті, сама по собі була досягненням. Ноель Свердлов описав її як «першу вцілілу наукову працю, написану жінкою на найвищому для того часу технічному рівні».
«Urania Propitia» була опублікована приватно, і станом на 2016 рік у світі існує дев'ять фізичних копій, а також багато онлайн-копій. Фізичні копії можна знайти в бібліотеці Паризької астрономічної обсерваторії, бібліотеці Університету Флориди, в Університетських бібліотеках Нормана, штат Оклахома, США, та бібліотеці Університету Індіани, США. До 10 червня 2004 року перше видання «Urania Propitia» зберігалося в бібліотеці графів Маклсфілдів у замку Шерберн. Книгу продали на аукціоні Сотбі за 19 827 доларів США.